# Armin Laschet
Armin Laschet, né le 18 février 1961 à Aix-la-Chapelle, est un homme politique allemand, membre de l'Union chrétienne-démocrate d'Allemagne (CDU).
Adhérent de la CDU depuis l'âge de 18 ans, il est étudiant en droit avant de devenir journaliste. Il est élu pour la première fois en 1989 comme conseiller municipal de sa ville natale. Il devient député fédéral au Bundestag en 1994, mais n'est pas réélu en 1998.
Il est député européen de 1999 à 2005, lorsqu’il démissionne pour devenir ministre du Land de Rhénanie-du-Nord-Westphalie. Il est élu à la présidence de la CDU dans le Land en 2012 et mène le parti à une victoire inattendue lors des élections régionales de 2017, ce qui lui permet de devenir ministre-président de Rhénanie-du-Nord-Westphalie.
En janvier 2021, il est élu de justesse président fédéral de la CDU face à Friedrich Merz, sur une ligne modérée semblable à celle de la chancelière Angela Merkel. Candidat à la chancellerie à l'occasion des élections fédérales de septembre suivant, il mène une campagne très critiquée, à l’issue de laquelle la CDU/CSU arrive en deuxième position avec le pire score de son histoire. Friedrich Merz lui succède à la tête de la CDU en janvier 2022.

## Situation personnelle

### Origines et vie privée
La famille d'Armin Laschet, de religion catholique, est originaire de Wallonie, en Belgique. Son grand-père Hubert Laschet (1899–1984), originaire de Haine-Saint-Pierre, a déménagé vers 1920 à Aix-la-Chapelle après un passage à Hergenrath (actuelle province de Liège), village proche d'Aix mais récemment annexé par la Belgique en application du traité de Versailles. Il y épouse Hubertina Wetzels (1900-1979), née à Aix-la-Chapelle, mais dont les parents sont originaires de Welkenraedt, commune  de la province de Liège en Belgique. Son père Heinrich « Heinz » Laschet (né en 1934) a été contremaître de mine à Alsdorf puis directeur d'école primaire. Sa mère, née Marcella Frings (1933-2013), était femme au foyer.
En 1985, il épouse Susanne Malangré (en), issue d'une illustre famille aixoise d'origine wallonne et qui migra, en seconde moitié du XIXe siècle, de Haine-Saint-Pierre (Belgique) à Stolberg (Allemagne) pour y fonder une verrerie.

### Formation et carrière professionnelle
Armin Laschet passe avec succès son baccalauréat deux ans après à Aix-la-Chapelle. Il s'inscrit alors à l'université Louis-et-Maximilien de Munich pour y étudier le droit et les sciences de l'État. Il poursuit son cursus à l'université rhénane Frédéric-Guillaume de Bonn.
Il commence à travailler en 1986 comme correspondant du groupe de radio Charivari et de la chaîne de télévision BR Fernsehen, tous deux implantés en Bavière. Il entreprend alors une formation dans le journalisme. Il obtient malgré tout son premier diplôme juridique d'État en 1987.
En 1991, il est nommé rédacteur en chef du quotidien catholique de sa ville natale, le KirchenZeitung Aachen.

## Ascension politique

### Débuts
Armin Laschet adhère à la CDU à l'âge de 18 ans, en 1979.
En parallèle de son métier de journaliste, il est collaborateur de Rita Süssmuth, présidente du Bundestag, entre 1987 et 1994.
Il remporte son premier mandat électoral en 1989, comme conseiller municipal d'Aix-la-Chapelle. À 28 ans, il est le plus jeune membre du conseil municipal. 

### Député fédéral
En 1994, il est investi candidat de l'Union chrétienne-démocrate dans la 53e circonscription fédérale, autrefois représentée par Franz Meyers. Il l'emporte avec 46,2 % des suffrages exprimés, devançant la sociale-démocrate Ulla Schmidt de 5 300 voix. Il devient en 1995 directeur des publications Einhard.
Candidat à un second mandat de député fédéral aux élections du 27 septembre 1998, il est battu par Schmidt, qui le devance de 6 600 suffrages.

### Élu au Parlement européen
Il remporte un siège au Parlement européen lors des élections du 13 juin 1999. Il démissionne alors de ses fonctions professionnelles. Il conserve son siège au cours des élections du 13 juin 2004.

### Ministre de Rhénanie-du-Nord-Westphalie
Le 24 juin 2005, il est nommé ministre des Générations, de la Famille, des Femmes et de l'Intégration de Rhénanie-du-Nord-Westphalie à 44 ans dans le cabinet de coalition noire-jaune du ministre-président chrétien-démocrate Jürgen Rüttgers. À l'occasion des élections législatives régionales du 9 mai 2010, il est élu député au Landtag
Il échoue à être élu président de la CDU du Land peu après ce scrutin, alors que Rüttgers a démissionné, battu par Norbert Röttgen. Le parti ayant subi une lourde défaite aux élections anticipées de mai 2012, Röttgen renonce à ses fonctions et Laschet est élu à sa suite en juin suivant. En décembre, il est désigné vice-président fédéral de l'Union chrétienne-démocrate, sous la présidence d'Angela Merkel.

## Ministre-président de Rhénanie-du-Nord-Westphalie

### Élections régionales de 2017
Pour les élections du 14 mai 2017, il conduit la campagne de la CDU face à la ministre-présidente sortante sociale-démocrate Hannelore Kraft, au pouvoir depuis sept ans. Alors que les sondages auguraient d'une victoire du SPD, les intentions de vote se resserrent dans la dernière semaine de campagne.
Au soir du scrutin, l'Union chrétienne-démocrate l'emporte avec 32,96 % des suffrages exprimés, 72 députés sur 199, 147 500 voix et 1,7 point d'avance sur le Parti social-démocrate. Une potentielle « coalition noire-jaune » avec le FDP disposerait de 100 sièges, soit l'exacte majorité absolue.
À peine cinq jours après le scrutin, Laschet et Christian Lindner du Parti libéral-démocrate s'accordent pour entreprendre des négociations pour constituer une alliance majoritaire. Leurs discussions s'axeront principalement sur l'éducation, l'économie et la sécurité publique. Les travaux des deux partis se révèlent concluants et ils annoncent le 13 juin avoir établi un accord de coalition, quelques heures après que la CDU est parvenue à constituer une « coalition jamaïcaine » dans le Schleswig-Holstein.

### Investiture et gouvernement
Le 27 juin 2017, Armin Laschet est investi à 56 ans ministre-président de Rhénanie-du-Nord-Westphalie par 100 voix pour et 80 voix contre. Il est le premier chrétien-démocrate depuis Jürgen Rüttgers en 2005 à provoquer une alternance au détriment des sociaux-démocrates, et le premier depuis Volker Bouffier en 2010 à constituer un gouvernement avec les libéraux-démocrates. Il forme le 30 juin suivant son cabinet de coalition noire-jaune de 13 ministres.
Il entretient des rapports tendus avec les écologistes, sa première décision en tant que ministre-président étant d’autoriser la destruction d’un village pour y creuser une mine de charbon. Il est également perçu comme proche des intérets des industries automobiles et charbonnières, très présentes dans son Land. Il a ainsi contribué à repousser la date de sortie du charbon de l’Allemagne à 2038.

## Président fédéral de la CDU

### Successeur pressenti puis élu d'Angela Merkel
Après qu'Angela Merkel a annoncé le 29 octobre 2018 ne pas avoir l'intention de postuler de nouveau à la présidence de la CDU en décembre suivant, le nom de Laschet est cité parmi ses successeurs potentiels, avec la secrétaire générale Annegret Kramp-Karrenbauer et le ministre fédéral de la Santé Jens Spahn.

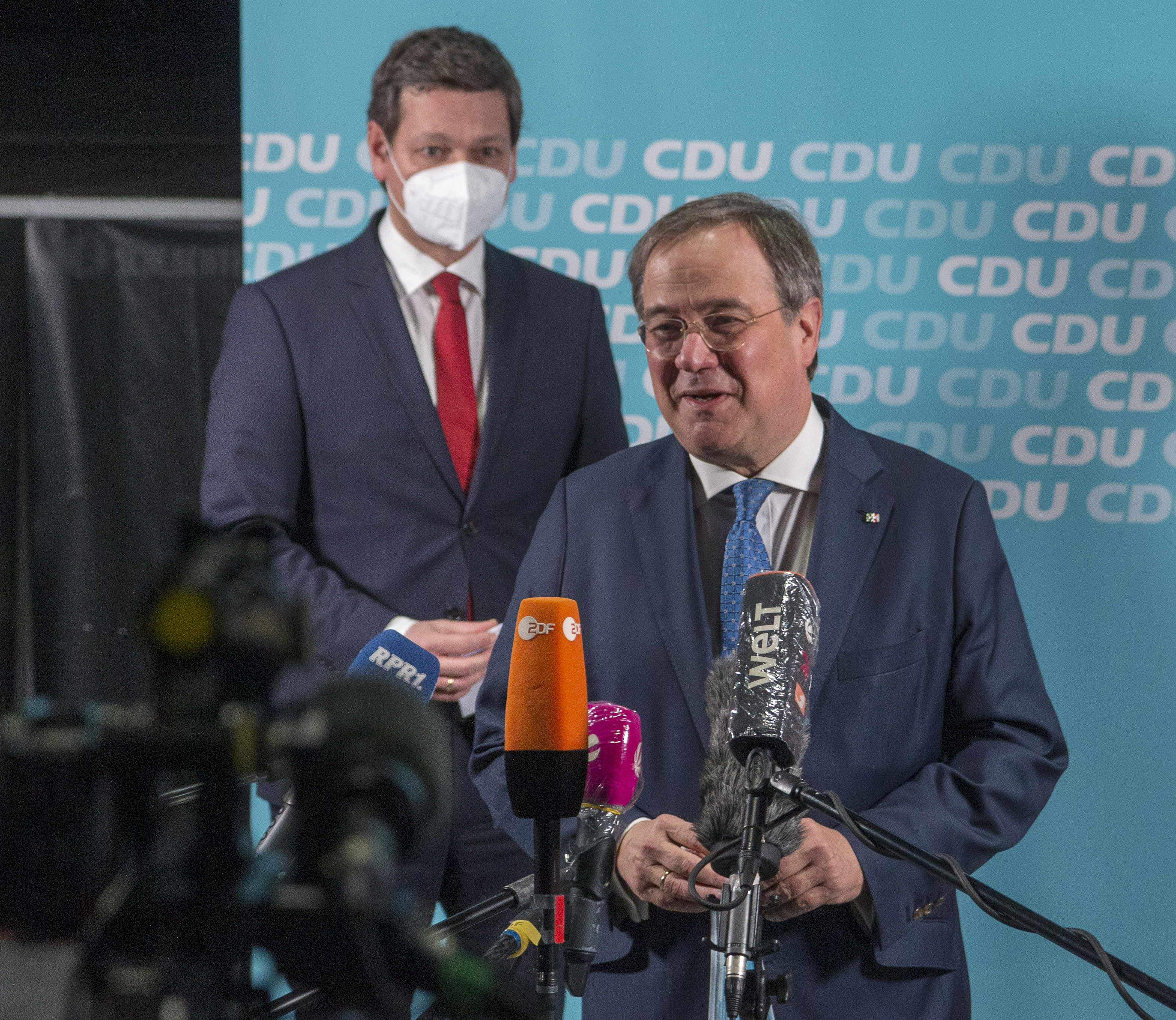
Armin Laschet en janvier 2021.

Le 16 janvier 2021, à la suite de la démission d'Annegret Kramp-Karrenbauer, élue deux ans plus tôt, Armin Laschet, favorable à la continuité avec Angela Merkel, est élu président de la CDU devant Friedrich Merz, ancien député reconverti dans les affaires et champion de l'aile droite du parti, et Norbert Röttgen, président de la commission des Affaires étrangères du Bundestag.
Il est présenté comme un « Européen convaincu, fervent défenseur des politiques d'accueil et d'intégration dans la lignée directe d'Angela Merkel », une position qui lui a valu le surnom d'« Armin le Turc ». Au sein du parti, Laschet fut l'un des rares à la soutenir sans réserve après sa décision d'accueillir des centaines de milliers de migrants en 2015. Il souffre néanmoins selon la Süddeutsche Zeitung d'une image de responsable « indécis, agissant parfois de manière irréfléchie ». De plus, Laschet doit composer avec la grande popularité du ministre-président de Bavière et chef de la branche bavaroise des conservateurs, Markus Söder, considéré selon les sondages comme un meilleur candidat pour la chancellerie fédérale.

### Candidat à la chancellerie
Le 20 avril 2021, il est cependant choisi comme candidat commun de la CDU/CSU à la chancellerie dans la perspective des élections fédérales du 26 septembre : au cours d'une réunion du comité exécutif de la CDU, il recueille 77,5 % des suffrages exprimés en sa faveur, soit le soutien de 67 % des membres du comité en tenant compte des abstentions. Dans la foulée, Markus Söder annonce lui apporter « tout son soutien » mais, selon Le Figaro, ce dernier « donne l'impression de lui savonner la planche ».
Il entend s'inscrire dans la continuité de la chancelière Angela Merkel, en particulier en matière d'orthodoxie budgétaire. Il s'oppose ainsi à l’introduction d’un impôt sur la fortune, propose de supprimer la taxe de solidarité et de réduire de 30 % à 25 % l’imposition maximale sur les bénéfices des entreprises. Il fait de la baisse des taux d’endettement des administrations publiques l'une des priorités de son programme économique.
Au cours d’une campagne « calamiteuse », selon les termes du Figaro, il est notamment surpris en train de rire lors d'un discours du président Frank-Walter Steinmeier en hommage aux nombreuses victimes des inondations ayant touché le pays, rejoignant des critiques sur la non-maîtrise de ses émotions et son manque d'épaisseur politique. Sa gestion de la pandémie de Covid-19 en Rhénanie-du-Nord-Westphalie est par ailleurs jugée mitigée.
À l'issue du scrutin, les Unions chrétiennes réalisent leur plus mauvais score depuis 1949 et se trouvent devancées par le Parti social-démocrate du vice-chancelier Olaf Scholz, qui progresse d'environ cinq points. La répartition des sièges au Bundestag permettant aussi bien la formation d'une coalition « en feu tricolore » que « jamaïcaine », Armin Laschet revendique, à l'instar de son concurrent, disposer d'un « mandat clair » pour pouvoir former le prochain gouvernement fédéral. Cette posture étant critiquée par les ministres-présidents Markus Söder, Tobias Hans et Michael Kretschmer, il renonce à l'exhiber dès le lendemain tout en continuant de soutenir son droit à tenter de bâtir une coalition avec Les Verts et le Parti libéral-démocrate. Si lui-même est élu député fédéral en qualité de tête de liste en Rhénanie-du-Nord-Westphalie, la CDU perd la première circonscription d'Aix-la-Chapelle — fief de Laschet — au profit des Grünen.
Tenu pour responsable du score historiquement faible de la CDU/CSU, il voit son autorité considérablement affaiblie au sein de son parti. Ses rivaux en interne, Friedrich Merz et Jens Spahn, tenants d'une ligne plus à droite, semblent alors en mesure de lui succéder. Il annonce le 6 octobre que Hendrik Wüst lui succédera à la présidence du gouvernement et de la CDU de Rhénanie-du-Nord-Westphalie, puis indique le lendemain qu'il souhaite convoquer un congrès fédéral de l'Union chrétienne-démocrate pour aborder la question de la nouvelle équipe dirigeante du parti. Lors du congrès de la CDU, c'est Friedrich Merz qui est élu.